# 1957 în film
- 1956 în cinematografie — 1957 în cinematografie — 1958 în cinematografie

## Premiere românești
- Ciulinii Bărăganului, regia Louis Daquin și Gheorghe Vitanidis
- Erupția, regia Liviu Ciulei
- Pasărea furtunii, regia Dinu Negreanu
- Vultur 101, regia Andrei Călărașu

## Filmele cu cele mai mari încasări
Filmele cu cele mai mari încasări din 1957 în SUA:
| #   | Titlu                           | Actori principali                                                                            | Studio                  | Încasări    |
| --- | ------------------------------- | -------------------------------------------------------------------------------------------- | ----------------------- | ----------- |
| 1.  | Podul de pe râul Kwai           | William Holden, Alec Guinness, Jack Hawkins, Sessue Hayakawa                                 | Columbia                | $17.195.000 |
| 2.  | Peyton Place                    | Lana Turner, Hope Lange                                                                      | 20th Century Fox        | $16,100,000 |
| 3.  | Sayonara                        | Marlon Brando, Red Buttons                                                                   | Warner Brothers         | $10,500,000 |
| 4.  | Old Yeller*                     | Tommy Kirk, Fess Parker                                                                      | Walt Disney Productions | $10,050,000 |
| 5.  | Raintree County                 | Montgomery Clift, Elizabeth Taylor, Eva Marie Saint, Lee Marvin                              | MGM                     | $5,963,000  |
| 6.  | Island in the Sun               | James Mason, Harry Belafonte, Joan Fontaine, Joan Collins, Dorothy Dandridge, Michael Rennie | 20th Century Fox        | $5,550,000  |
| 7.  | Will Success Spoil Rock Hunter? | Jayne Mansfield, Tony Randall, Joan Blondell, Mickey Hargitay                                | 20th Century Fox        | $4,900,000  |
| 8.  | A Farewell to Arms              | Rock Hudson, Jennifer Jones                                                                  | 20th Century Fox        | $4,865,000  |
| 9.  | Gunfight at the O.K. Corral     | Burt Lancaster, Kirk Douglas                                                                 | Paramount               | $4,700,000  |
| 10. | Pal Joey                        | Rita Hayworth, Frank Sinatra, Kim Novak                                                      | Columbia                | $4,500,000  |
| 11. | Jailhouse Rock                  | Elvis Presley                                                                                | MGM                     | $4,474,000  |
| 12. | The Prince and the Showgirl     | Marilyn Monroe, Laurence Olivier                                                             | Warner Brothers         | $4,300,000  |
| 13. | Jeanne Eagels                   | Kim Novak, Jeff Chandler                                                                     | Columbia                | $4,250,000  |
| 14. | Fire Down Below                 | Rita Hayworth, Robert Mitchum                                                                | Columbia                | $4,000,000  |
| 15. | Funny Face                      | Audrey Hepburn, Fred Astaire                                                                 | Paramount               | $3,995,000  |
| 16. | Loving You                      | Elvis Presley, Dolores Hart                                                                  | Paramount               | $3,990,000  |
| 17. | Jet Pilot                       | John Wayne, Janet Leigh                                                                      | Universal               | $3,887,000  |
| 18. | Witness for the Prosecution     | Tyrone Power, Marlene Dietrich, Charles Laughton, Elsa Lanchester                            | United Artists          | $3,883,000  |
| 19. | An Affair to Remember           | Cary Grant, Deborah Kerr                                                                     | 20th Century Fox        | $3,800,000  |
| 20. | The Wayward Bus                 | Jayne Mansfield, Joan Collins                                                                | 20th Century Fox        | $3,776,000  |

(*) După relansarea cinematografică

## Premii

### Oscar
- Cel mai bun film:
- Cel mai bun regizor:
- Cel mai bun actor:
- Cea mai bună actriță:
- Cel mai bun film străin:

Articol detaliat: Oscar 1957

### BAFTA
- Cel mai bun film:
- Cel mai bun actor:
- Cea mai bună actriță:
- Cel mai bun film străin: